# Squid Game
Squid Game (hangul: 오징어 게임; rr: Ojing-eo Geim: "jogo da lula"), conhecida como Round 6 no Brasil, é uma série de televisão sul-coreana de drama e thriller transmitida pela Netflix, escrita e dirigida por Hwang Dong-hyuk, sobre 456 jogadores bem endividados que participam de um misterioso jogo de sobrevivência com consequências fatais, competindo pelo prêmio de 45,6 bilhões de won, que vai se acumulando ao longo das mortes.
Squid Game foi lançada mundialmente em 17 de setembro de 2021 e distribuída pela Netflix. A série recebeu críticas geralmente positivas e, em uma semana, foi um dos programas mais assistidos da Netflix em vários países, e foi uma das responsáveis pelo aumento do faturamento da empresa no terceiro trimestre de 2021.
Em 9 de novembro de 2021, o criador da série, Hwang Dong-hyuk, confirmou que Squid Game terá uma 2ª temporada. Em 12 de junho de 2022, a Netflix oficializou a renovação da série para sua 2ª temporada.
No dia 1 de agosto de 2024, a Netflix oficializou a estreia da 2ª temporada para 26 de dezembro do mesmo ano. Além disso, a plataforma revelou que a 3ª e última temporada já está gravada e chegará ao serviço de streaming em 2025 )
A segunda temporada bateu recorde histórico de audiência na Netflix: melhor performance na semana de estreia. O resultado do drama sul-coreano hiperviolento superou a audiência registrada pela série americana Wednesday.
A terceira e última temporada do seriado estreou 27 de junho de 2025.

## Enredo
Squid Game (ou Round 6) conta a história de 456 pessoas que são convidadas a arriscar suas vidas em um misterioso jogo de sobrevivência do tipo Battle Royale, composto por seis brincadeiras infantis (seis "rounds", daí o título em português), que disputam um prêmio de ₩45,6 bilhões (US $38,7 milhões). Como a espinha dorsal, o destaque é Seong Gi-Hun (Lee Jung-jae) que recebe o número 456. Gi-hun é um motorista divorciado e viciado em jogos de azar. Ele mora com sua mãe e luta para sustentar financeiramente sua filha, Seong Ga-yeong. Ele participa do jogo para pagar suas muitas dívidas e provar que está financeiramente estável o suficiente para ter a guarda da filha, que partirá para os Estados Unidos com a mãe e o padrasto. Ao entrar, ele se une a um grupo (Cho Sang-woo, 218, ex-colega e ex-chefe de uma equipe de investimentos, Kang Sae-byeok, 067, uma trombadinha que quer dar um lar para sua família, Oh Il-nam, 001, um homem idoso com um tumor cerebral e Abdul Ali, 199, um trabalhador migrante do Paquistão com atrasos de pagamentos) para criar uma tática com o fim de conseguir ganhar os jogos ou pelo menos uns conseguirem aos outros.

## Jogos

### 1º Temporada
Batatinha Frita 1, 2, 3 ou Macaquinho Limão da Banana: No jogo há uma boneca gigante que gira a cabeça e diz "Batatinha Frita 1, 2, 3". Depois ela se vira novamente e a qualquer movimento dos participantes ocorre a eliminação com um tiro. Para vencer o desafio os participantes precisam avançar e cruzar em até cinco minutos a linha de chegada que está próximo à boneca.1
Colmeia de Açúcar: A dalgona ou colmeia de açúcar é um biscoito feito de açúcar e bicarbonato, em 4 formatos diferentes, estrela, círculo, guarda-chuva e triângulo. Cada desafiante precisa remover esse formato do biscoito sem quebrar ou trincar. Caso não consiga, é eliminado com um tiro.
Cabo de Guerra: No jogo os participantes vão para uma plataforma alta, onde são divididos em 2 grupos, com 10 pessoas cada. Vence o grupo que conseguir puxar mais a corda a seu favor e retirando o adversário da plataforma. O time derrotado fica pendurado e a quando a corda é cortada, morrem na queda.
Bolinhas de Gude ou Berlindes: Cada participante possui 10 bolinhas de gude e precisa ganhar as 10 do adversário. Nesse desafio, os participantes poderiam escolher os jogos, como adivinhar se é par ou ímpar e a quantidade de bolas que estão na mão fechada ou a bolinha que atingir a maior distância ao ser lançada. Quem perde as 10 bolinhas é eliminado com um tiro.
Ponte de Cristal: Uma ponte enorme que consiste em dois blocos de vidros: temperado que suporta o peso da pessoa normal e vidro normal que não suporta o peso da pessoa, fazendo com que o participante despenque de altura de 5 andares. Para concluir esse desafio os participantes precisam memorizar os locais que já foram pisados e atravessar para o outro lado da ponte antes que o tempo de 16 minutos acabe.
Jogo da Lula: É o último jogo cujo nome dá a série. Nele um adversário é defensor e o outro é atacante. A defesa não pode permitir que o adversário avance até o triângulo pequeno dentro da cabeça da "lula". Para isso, ele precisa retirá-lo do campo ou derrotá-lo na área de combate no corpo da "lula". 3

### 2º Temporada
Seis Pernas: Uma equipe de 5 jogadores com as pernas amarradas, devem sincronizar seus movimentos e completar um circuito num tempo de 5 minutos jogando outros cinco jogos (Ddakji, Biseokchigi, Gonggi, Pião e Jegi), se não completarem no tempo determinado o grupo é eliminado com o tiro.
- Ddakji: Ele é jogado com duas peças (azul e vermelho), onde o objetivo é virar uma peça no chão, batendo-a com a outra. Para virar a peça, você precisa jogar a outra com uma força e um ângulo específicos. 2
- Biseokchigi (Jogo da Pedra): O competidor deve derrubar uma rocha em pé usando uma outra pedra, de uma distância de aproximadamente quatro a cinco metros. A principal regra da brincadeira é que o competidor não pode atravessar uma linha que demarca a distância do arremesso.
- Gonggi: Exige que o jogador lance as 5 peças para cima e as pegue com a mão. Parece simples, mas, a execução pode ser bem complicada. Primeiro, ele pega cada pedra uma por uma enquanto jogam uma pedra no ar entre cada coleta. Segunda, ele pega as quatro peças restantes, duas a duas. Terceiro, o jogador pega três de uma vez e depois um. Quarto, mostra todas as quatro pedras restantes recolhidas enquanto a primeira está no ar. Finalmente, o jogador devem lançar todas as pedras que têm na mão e pegá-las com as costas da mão.
- Pião: Um clássico das brincadeiras infantis, basicamente exige que o jogador enrola uma corda firmemente em torno de um pião e depois puxa-o como uma corda para que o pião chegue ao chão e comece a girar.
- Jegi: O jogador deixe o brinquedo no ar fazendo cinco "embaixadinhas". O aparato utilizado tem formato de disco, é pequeno e conta com enfeites, parecendo um pompom.

Socializar: Os jogadores ficam em uma plataforma giratória enquanto a música toca. Quando a música para, uma voz chama um número no alto-falante como “5”, “2”, “10” ou “4”. Ao ouvir esse número, os jogadores têm um tempo limitado para formar um grupo composto por esse número e correr em segurança para uma das muitas salas ao redor da plataforma circular. Ao final do tempo, aqueles que não conseguiram entrar nos quartos ou formaram grupos com o número errado são eliminados por armas de fogo.

### 3º Temporada
Esconde-Esconde: Os jogadores restantes são divididos em dois times (azul e vermelho) e jogados em um labirinto:
- O time azul, munido de chaves que abrem as várias portas espalhadas pelo labirinto, precisa durar 30 minutos no jogo ou encontrar a saída do local; e
- O time vermelho, armados com adagas afiadíssimas, precisam matar pelo menos um integrante do time oposto para serem liberados do jogo.

Pular Corda: O jogos traz de volta a temida boneca Young-hee, desta vez acompanhada pelo seu “namorado” Cheol-su. oung-hee e Cheol-su ficam postados um de cada lado de uma ponte estreita, elevada muitos metros acima de um poço profundo. Eles seguram em suas mãos uma “corda” feita de material duro, e começam a girá-la do jeito clássico da brincadeira de pular corda - a missão dos jogadores, portanto, é atravessar a ponte e pular a corda cada vez que ela chega perto de seus pés em 20 minutos. Quem chegar do outro lado, está salvo.
Notas
- ↑1  – Batatinha Frita, 1, 2, 3 também aparece na segunda temporada.
- ↑2  – Ddakji já apareceu na primeira temporada da série quando o vendedor fez um duelo de Ddakji com Gi-hun no metrô e acaba recebendo o misterioso cartão de contato para confirmar sua participação nos jogos.
- ↑3  – Jogo da Lula também aparece na terceira temporada, só que, na versão “elevada”. Os jogadores remanescentes sobem de elevador até o topo de um conjunto de três plataformas altíssimas, estilizadas como as formas geométricas (quadrado, triângulo e círculo) típicas do jogo da lula. Em cada uma das plataformas, eles terão que matar pelo menos um de seus colegas, atirando-os da beirada - só assim a passarela que liga uma plataforma à outra é acionada.

## Elenco

### Principal
O número em parenteses correspondem ao atribuído a cada personagem no jogo:
- Lee Jung-jae como Seong Gi-hun (성기훈, 456),[9][5] é um motorista divorciado e viciado em jogos de azar. Ele mora com sua mãe e luta para sustentar financeiramente sua filha. Ele participa do jogo para saldar suas muitas dívidas e para provar que é financeiramente estável o suficiente para ter a custódia de sua filha, que partirá para os Estados Unidos com a mãe e o padrasto.
- Park Hae-soo como Cho Sang-woo (조상우, 218 - 1ª Temporada),[9][5] o ex-chefe de uma equipe de investimentos em uma empresa de valores mobiliários. Ele foi um colega júnior de Gi-hun e estudou na Universidade Nacional de Seul. Ele é procurado pela polícia por roubar dinheiro de seus clientes e acumular dívidas enormes com maus investimentos.
- Wi Ha-joon como Hwang Jun-ho (황준호),[5] um policial que entra sorrateiramente no jogo como guarda para encontrar seu irmão desaparecido.
- HoYeon Jung como Kang Sae-byeok (강새벽, 067 - 1ª Temporada),[5] uma desertora norte-coreana. Ela entra no jogo para pagar por um corretor que pode resgatar seus pais na fronteira e comprar uma casa para sua família reunida morar.
- Oh Yeong-su como Oh Il-nam (오일남, 001 - 1ª Temporada),[5] um homem idoso com um tumor cerebral que prefere jogar o jogo em vez de esperar para morrer no mundo exterior.
- Heo Sung-tae como Jang Deok-su (장덕수, 101 - 1ª Temporada),[5] um gangster que entra no Jogo para saldar suas dívidas de jogo maciças, que incluem dinheiro que ele roubou de seu chefe e subordinados.
- Anupam Tripathi como Abdul Ali (알리, 199 - 1ª Temporada),[5] um trabalhador migrante do Paquistão que entra no jogo para sustentar sua jovem família depois que seu chefe se recusa a pagá-lo por meses.
- Kim Joo-ryoung como Han Mi-nyeo (한미녀, 212 - 1ª Temporada),[5] uma mulher barulhenta e manipuladora. Seus motivos para entrar no jogo nunca são explicados, mas ela se gaba de ter sido acusada cinco vezes por fraude, o que sugere que ela é uma vigarista.

### Participantes do jogo na 1ª Temporada
- Yoo Sung-joo como Byeong-gi (111),[21] um médico que trabalha secretamente com um grupo de guardas corruptos para traficar os órgãos de participantes mortos em troca de informações sobre os próximos jogos.
- Lee Yoo-mi como Ji-Yeong (240),[22] uma jovem que acaba de ser libertada da prisão após matar seu pai abusivo.
- Kim Si-hyun como Jogador 244, um pastor que redescobre sua fé durante o jogo.
- Lee Sang-hee como Jogador 017,[23] um fabricante de vidros.
- Kim Yun-tae como Jogador 069, um jogador que entra no jogo com sua esposa, Jogadora 070.
- Lee Ji-ha como Jogadora 070,[24] uma jogadora que entra no jogo com seu marido, Jogador 069.
- Kwak Ja-hyoung como Jogador 278, um jogador que se junta ao grupo de Deok-su e atua como seu capanga.
- Chris Chan como Jogador 276,[25] um jogador que se junta ao grupo de Seong Gi-hun na rodada do Cabo de guerra.

### Outros
- Kim Young-ok como mãe do Gi-hun[26]
- Cho Ah-in como Seong Ga-yeong, filha de Gi-hun
- Kang Mal-geum como Gi-hun, ex-esposa de Gi-hun[26]
- Park Hye-jin como mãe de Sang-woo
- Park Si-wan como Kang Cheol, irmão de Sae-byeok
- Gong Yoo como recrutador do jogo[27]
- Lee Byung-hun como The Front Man / Hwang In-ho[28]
- Lee Jung-jun como Guarda[29]
- John D. Michaels como VIP #1[30]
- Daniel C. Kennedy como VIP #2[30]
- David Lee como VIP #3
- Geoffrey Giuliano como VIP #4[30]
- Stephane Mot como VIP #5
- Michael Davis como VIP #6

## Dublagem brasileira
- Estúdio de dublagem: Vox Mundi[31]

## Episódios
| Temporada | Temporada | Episódios | Episódios | Originalmente lançado  |
| --------- | --------- | --------- | --------- | ---------------------- |
|           | 1         | 9         | 9         | 17 de setembro de 2021 |
|           | 2         | 7         | 7         | 26 de dezembro de 2024 |
|           | 3         | 6         | 6         | 27 de junho de 2025    |

### Primeira Temporada (2021)
| Nº geral | Nº temp. | Título | Dirigido por    | Escrito por     | Exibição original      |
| --- | -------- | --- | --------------- | --------------- | ---------------------- |
| 1 | 1        | "Luz vermelha, luz verde" Transliteração: "Mugunghwa Kkoch-i Pideon Nal" (em coreano: 무궁화 꽃이 피던 날) | Hwang Dong-Hyuk | Hwang Dong-Hyuk | 17 de setembro de 2021 |
| Arruinado e pronto para qualquer coisa, Gi-hun concorda em participar de um jogo misterioso. Mas desde o primeiro teste, a promessa de dinheiro fácil dá lugar ao horror. |          | |                 |                 |                        |
| 2 | 2        | "Inferno" Transliteração: "Ji-ok" (em coreano: 지옥)                                                       | Hwang Dong-Hyuk | Hwang Dong-Hyuk | 17 de setembro de 2021 |
| O grupo organiza uma votação para decidir se continua ou abandona a aventura. Mas a realidade do mundo exterior pode ser tão implacável quanto o jogo.                    |          | |                 |                 |                        |
| 3 | 3        | "O Homem com guarda-chuva" Transliteração: "Usan-eul Sseun Namja" (em coreano: 우산을 쓴 남자)             | Hwang Dong-Hyuk | Hwang Dong-Hyuk | 17 de setembro de 2021 |
| Vários jogadores passam para o próximo teste, tão delicioso quanto mortal. Alguns são mais favorecidos do que outros. Jun-ho consegue se infiltrar.                       |          | |                 |                 |                        |
| 4 | 4        | "Fique com a equipe" Transliteração: "Jjollyeodo Pyeonmeokgi" (em coreano: 쫄려도 편먹기)                  | Hwang Dong-Hyuk | Hwang Dong-Hyuk | 17 de setembro de 2021 |
| Os jogadores formam alianças. Ao cair da noite, ninguém está seguro no dormitório. Para a terceira prova, a equipe de Gi-hun deve pensar estrategicamente.                |          | |                 |                 |                        |
| 5 | 5        | "Um Mundo Justo" Transliteração: "Pyeongdeung-han Sesang" (em coreano: 평등한 세상)                        | Hwang Dong-Hyuk | Hwang Dong-Hyuk | 17 de setembro de 2021 |
| Gi-hun e sua equipe se revezam para ficar de guarda a noite toda. Os homens mascarados enfrentam problemas em seu próprio campo conspiratório.                            |          | |                 |                 |                        |
| 6 | 6        | "Ganbu" Transliteração: "Kkanbu" (em coreano: 깐부)                                                        | Hwang Dong-Hyuk | Hwang Dong-Hyuk | 17 de setembro de 2021 |
| Os jogadores formam pares para a quarta rodada. Gi-hun enfrenta um dilema moral. Enquanto Sang-woo escolhe se preservar, Sae-byeok se abre.                               |          | |                 |                 |                        |
| 7 | 7        | "VIPS" | Hwang Dong-Hyuk | Hwang Dong-Hyuk | 17 de setembro de 2021 |
| Convidados VIP são recebidos com honras nos assentos da primeira fila do show. A pressão do quinto game é tão forte que alguns jogadores desistem.                        |          | |                 |                 |                        |
| 8 | 8        | "O líder" Transliteração: "Peulonteu Maen" (em coreano: 프론트맨)                                          | Hwang Dong-Hyuk | Hwang Dong-Hyuk | 17 de setembro de 2021 |
| Antes da última prova, a desconfiança e o nojo reinam entre os finalistas. Jun-ho foge, determinado a revelar o lado negro da competição.                                 |          | |                 |                 |                        |
| 9 | 9        | "Um dia de sorte" Transliteração: "Unsu Joeun Nal" (em coreano: 운수 좋은 날)                              | Hwang Dong-Hyuk | Hwang Dong-Hyuk | 17 de setembro de 2021 |
| A rodada final é um teste igualmente cruel, mas desta vez a conclusão está nas mãos de um jogador. O cérebro do jogo emerge das sombras.                                  |          | |                 |                 |                        |

### Segunda Temporada (2024)
| N.º geral | N.º na temp. | Título                                                                          | Dirigido por    | Escrito por     | Exibição original      |
| --- | ------------ | ------------------------------------------------------------------------------- | --------------- | --------------- | ---------------------- |
| 10 | 1            | "Pão e Loteria" Transliteração: "Ppanggwa bokgwon" (em coreano: 빵과 복권)      | Hwang Dong-hyuk | Hwang Dong-hyuk | 26 de dezembro de 2024 |
| Seong Gi-hun deixa o terminal determinado a enfrentar o Homem da Máscara por trás dos jogos. Ciente de que está sendo vigiado, ele remove um dispositivo de rastreamento implantado atrás da orelha. Hwang Jun-ho sobrevive à queda do penhasco após ser resgatado por Park, capitão de um barco de camarão. Dois anos depois, Gi-hun vive com recursos limitados em um hotel fortificado e contratou seu antigo agiota, Sr. Kim, e seus comparsas para rastrear o recrutador dos jogos em Seul. Jun-ho, ainda policial, navega ocasionalmente com Park procurando a ilha dos jogos, mas sem sucesso. Kim e seu parceiro, Choi Woo-seok, finalmente encontram o Recrutador e o veem oferecer pão ou bilhete de loteria a moradores de rua; a maioria escolhe a loteria, e o Recrutador destrói o pão não comido. Jun-ho investiga Gi-hun após reconhecê-lo. Kim e Woo-seok são sequestrados pelo Recrutador e forçados a jogar pedra-papel-tesoura combinado com roleta-russa, com Kim se sacrificando para salvar Woo-seok. Jun-ho localiza a base de Gi-hun. Lá, o Recrutador confronta Gi-hun, revelando que foi soldado dos jogos e matou seu próprio pai, um jogador. Ele desafia Gi-hun para uma roleta-russa, resultando na morte do Recrutador. |              |                                                                                 |                 |                 |                        |
| 11 | 2            | "Festa de Halloween" Transliteração: "Hallowin pati" (em coreano: 할로윈 파티)  | Hwang Dong-hyuk | Hwang Dong-hyuk | 26 de dezembro de 2024 |
| Gi-hun, Jun-ho e Woo-seok seguem uma pista do Recrutador até uma festa de Halloween. Woo-seok recruta um grupo de mercenários, Gi-hun planta um rastreador em si mesmo, e os três elaboram um plano para localizar o Homem da Máscara. Jun-ho mantém segredo que o Homem da Máscara é seu irmão, In-ho. Enquanto isso, Gi-hun continua ajudando a mãe de Sang-woo e Cheol, trabalhando para reunir Cheol com sua mãe da Coreia do Norte, e faz uma chamada silenciosa para sua filha afastada. Na festa, Gi-hun é escoltado por um soldado vestido de rosa para uma limusine, enquanto a equipe segue. Ele confronta o Homem da Máscara via alto-falante, exigindo o fim dos jogos, mas depois pede para retornar como jogador após os carros de sua equipe serem atacados. Enquanto isso, Kang No-eul, uma desertora norte-coreana que busca resgatar a filha do Norte, é recrutada por uma figura mascarada e entra nos jogos como soldado. |              |                                                                                 |                 |                 |                        |
| 12 | 3            | "001"                                                                           | Hwang Dong-hyuk | Hwang Dong-hyuk | 26 de dezembro de 2024 |
| Gi-hun acorda no dormitório dos jogos junto a 455 outros jogadores. Um gerente anuncia uma nova cláusula: após cada jogo, os jogadores podem votar para encerrar os jogos; se a maioria concordar, o prêmio acumulado será dividido. Jun-ho e sua equipe perdem o rastreamento da ilha após o rastreador de Gi-hun ser removido. Gi-hun reconhece o Jogador 390 como seu amigo e ex-colega Jung-bae. O primeiro jogo é Luz Vermelha, Luz Verde. Gi-hun tenta expor a crueldade do jogo, mas é inicialmente ignorado. Apesar disso, suas advertências ajudam a reduzir as mortes. O Jogador 230, um rapper aposentado chamado "Thanos" e sob efeito de drogas, empurra outros para eliminá-los. Gi-hun e o Jogador 120, Cho Hyun-ju (uma mulher transgênero que entrou para custear cirurgia de afirmação de gênero), tentam salvar um jogador com tiro não letal, mas No-eul o executa. Após o jogo, Gi-hun implora para os jogadores votarem para encerrar os jogos e revela que foi o único vencedor anterior, mas é ignorado. Jogadores que votam para continuar são marcados com "O", e os que querem sair, "X". In-ho, disfarçado como Jogador 001, decide continuar os jogos. |              |                                                                                 |                 |                 |                        |
| 13 | 4            | "Seis Pernas" Transliteração: "Yeoseot gaeui dari" (em coreano: 여섯 개의 다리) | Hwang Dong-hyuk | Hwang Dong-hyuk | 26 de dezembro de 2024 |
| In-ho finge se aliar a Gi-hun e conta uma história, baseada em fatos, sobre seu motivo para entrar no jogo. Jogador 333, Myung-gi, é atacado por Thanos e Jogador 124, Nam-gyu, mas In-ho intervém e para a briga facilmente. Jogador 222, ex-namorada grávida de Myung-gi, Jun-hee, se revela para ele. Enquanto isso, um grupo de soldados liderados por um Oficial Mascarado começa a remoção de órgãos dos eliminados para venda no mercado negro. O Oficial ordena que No-eul ignore as ações, mas ela recusa. Jun-ho tenta ajuda da polícia, mas sem sucesso. Para surpresa de Gi-hun, o segundo jogo exige que os jogadores formem equipes de cinco para um pentatlo de seis pernas com cinco jogos infantis tradicionais: ddakji, biseokchigi, gong-gi, paengi chigi e jegi, tudo em cinco minutos. Gi-hun forma equipe com In-ho, Jung-bae, Jun-hee e Jogador 388, Kang Dae-ho, que logo se conecta a Jung-bae por ambos serem ex-marinheiros coreanos. Hyun-ju inicia uma equipe com Jogador 095, Young-mi; Jogador 007, Yong-sik, um jogador compulsivo; Jogador 149, Geum-ja, mãe de Yong-sik; e Jogador 044, Seon-nyeo, uma xamã arrogante. Thanos e Nam-gyu formam equipe com Jogador 256, fã de Thanos; Jogador 380, Se-mi; e Jogador 125, Min-su, tímido. Uma equipe não termina a tempo e No-eul executa um jogador poupado após ser baleado, continuando seu combate ao tráfico ilegal de órgãos. |              |                                                                                 |                 |                 |                        |
| 14 | 5            | "Mais Um Jogo" Transliteração: "Han pan deo" (em coreano: 한 판 더)             | Hwang Dong-hyuk | Hwang Dong-hyuk | 26 de dezembro de 2024 |
| Após a vitória da equipe de Hyun-ju, muitas outras equipes se inspiram e sobrevivem. A equipe de Gi-hun também sobrevive, e os cinco concordam em se aliar e trocar nomes após o jogo, com In-ho usando o nome "Oh Young-il". No-eul é atacada por dois soldados envolvidos no tráfico de órgãos, que a alertam para não interferir. Na votação seguinte, In-ho incentiva os jogadores a votar contra a continuação, mas a maioria opta por continuar os jogos. O Homem da Máscara envia uma mensagem ameaçadora ao grupo de Gi-hun e exige que In-ho volte a jogar sob seu comando, mostrando um vídeo do irmão desaparecido de Jun-ho, In-ho, preso em uma cela. Jun-ho decide ir até a ilha para resgatá-lo. |              |                                                                                 |                 |                 |                        |
| 15 | 6            | "O X"                                                                           | Hwang Dong-hyuk | Hwang Dong-hyuk | 26 de dezembro de 2024 |
| Durante o jogo "Mingle", os jogadores lutam para encaixar suas alianças nas salas, causando tensão, traições e mortes entre aliados. Muitos são eliminados, incluindo Gyeong-su e Young-mi. Na rodada final, Jung-bae testemunha In-ho matar friamente outro jogador para garantir uma sala para si. Após o jogo, Gi-hun e In-ho discutem se devem convencer os outros a votar para encerrar os jogos, mas decidem não fazer para evitar brigas físicas. Na votação, vários jogadores, incluindo Min-su, que era subserviente a Thanos e Nam-gyu, mudam seu voto para "X". O voto decisivo fica com In-ho, resultando em empate; os jogadores têm um dia para votar novamente. No banheiro, Thanos e Nam-gyu pressionam Min-su para mudar seu voto para "O", mas Myung-gi e outros que votaram "X" o defendem. Uma luta começa, com Thanos estrangulando Myung-gi, que o esfaqueia fatalmente com um garfo. Enquanto isso, a equipe de Jun-ho localiza uma possível entrada para uma ilha, mas é uma armadilha com explosivos que mata um mercenário. |              |                                                                                 |                 |                 |                        |
| 16 | 7            | "Amigo ou Inimigo" Transliteração: "Chinguwa jeok" (em coreano: 친구와 적)      | Hwang Dong-hyuk | Hwang Dong-hyuk | 26 de dezembro de 2024 |
| O capitão Park revela ser um agente duplo que sabotou o drone da equipe de Jun-ho e matou o piloto. Após a briga no banheiro, os jogadores percebem que podem matar outros para aumentar o prêmio e enfraquecer os votantes adversários. Gi-hun prevê um ataque noturno dos jogadores que querem continuar o jogo, mas convence um pequeno grupo de votantes "X" a não atacar, argumentando que os verdadeiros inimigos são os criadores dos jogos. Durante o massacre, o grupo de Gi-hun permanece escondido, enquanto o restante sofre pesadas perdas, incluindo Se-mi, morta por Nam-gyu, enquanto Min-su assiste horrorizado. Os "X" do grupo de Gi-hun fingem suas mortes para serem escaneados por soldados, que só emergem quando eles chegam. O grupo provoca os soldados, matando todos menos um e toma suas armas. Começa uma rebelião e forçam o soldado sobrevivente a guiá-los até a sala de controle. Porém, mais soldados atiram no caminho, e a rebelião começa a fraquejar por falta de munição; Dae-ho, responsável por buscar mais carregadores, aparentemente sofre um ataque de ansiedade e não retorna. In-ho trai o grupo, matando dois jogadores e fingindo sua morte, enquanto outros que se rendem são executados. Gi-hun e Jung-bae são capturados. In-ho, agora como o Front Man, executa Jung-bae diante de um Gi-hun desesperado.                                                     |              |                                                                                 |                 |                 |                        |

## Recepção

### Crítica
No agregador de críticas Rotten Tomatoes, que categoriza as opiniões apenas como positivas ou negativas, a primeira temporada tem um índice de aprovação de 94% calculado com base em 33 comentários dos críticos que é seguido do consenso: "A brutalidade inflexível do Squid Game não é para os fracos de coração, mas comentários sociais afiados e um núcleo surpreendentemente terno manterão os espectadores grudados na tela – mesmo que seja enquanto assistem entre os dedos". Já no agregador Metacritic, com base em 35 opiniões de críticos que escrevem em maioria para a imprensa tradicional, tem uma média aritmética ponderada de 78 entre 100, com a indicação de "revisões geralmente favoráveis".
Isabela Boscov disse que devido a data de lançamento da série ela fala (metaforicamente) do "medo da ruína financeira" e "a sensação de inutilidade que as pessoas podem ter hoje em dia com o local de trabalho", e acrescentou, "outro aspecto mais importante dessa série é essa cultura do tudo pode ser assistido, essa cultura do reality [show], por mais humilhante, desmoralizante, ou absurdo que ele seja".

### Público

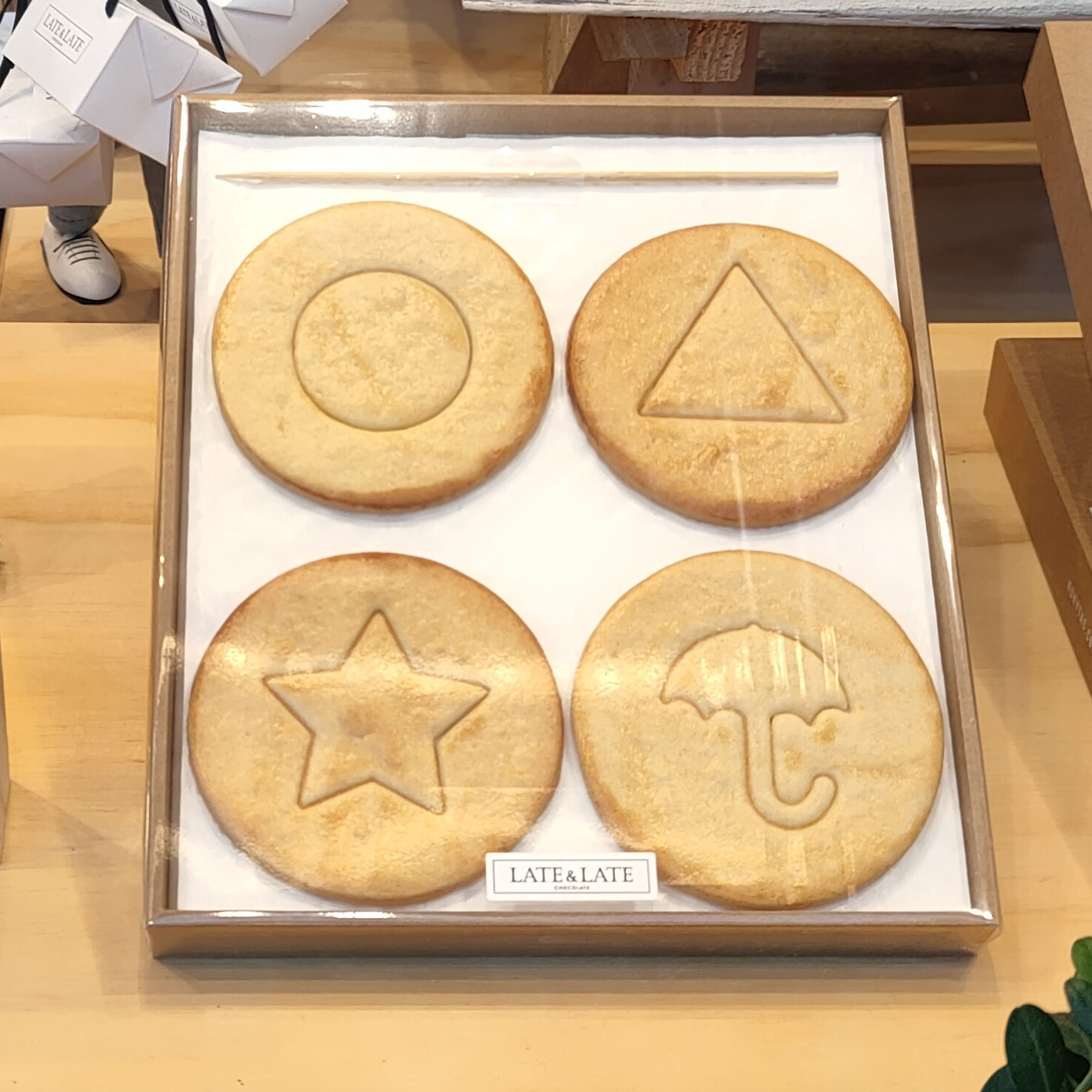
Dalgona

A série se tornou o primeiro drama coreano a chegar ao topo das 10 paradas de programas de TV semanais mais assistidos da Netflix em todo o mundo. Alcançou o número 1 em 90 países, incluindo os Estados Unidos e o Reino Unido. Fora da Coreia do Sul, a Netflix não investiu pesadamente na promoção do programa, e sua popularidade foi impulsionada principalmente pelo boca a boca e propagação viral nas redes sociais. A Vulture também destacou que a ampla acessibilidade do programa, disponibilizado com legendas em 37 idiomas e dublado em 34, foi um fator crucial para conquistar um público internacional diversificado
Hwang acreditava que a popularidade se devia "à ironia de que adultos desesperados arriscam suas vidas para ganhar um jogo infantil", bem como à familiaridade e simplicidade dos jogos que permitiam que o programa se concentrasse na caracterização. A diversidade dos personagens que jogam o Squid Game, vindos de diferentes estilos de vida da classe baixa e média, também ajuda a atrair o público para assistir, pois muitos podem encontrar simpatia em um ou mais dos personagens.
Na Coréia do Sul, a popularidade do Squid Game levou a um aumento no tráfego de rede que fez a SK Broadband entrar com um processo contra a Netflix, buscando indenização monetária para pagar pelo aumento do uso da banda larga e custos de manutenção associados ao programa. Um dos números de telefone usados no programa pertencia a uma residência privada, e o homem relatou receber até 4.000 ligações por dia de pessoas, várias das quais desejavam jogar uma versão real do jogo. Como o programa foi apresentado antes da eleição presidencial de 2022 na Coreia do Sul, vários dos candidatos começaram a usar algumas das imagens do Squid Game em seus anúncios políticos e desafiar os oponentes para jogos semelhantes, bem como usar os temas do programa relacionado à disparidade econômica como parte de sua plataforma política.
Pouco depois do lançamento do programa, os usuários das redes sociais adaptaram alguns dos jogos apresentados no Squid Game como desafios da Internet, incluindo o primeiro jogo "Red Light, Green Light" e o segundo jogo de biscoitos coreanos dalgona (chamados em inglês de honeycomb). Os usuários do ambiente interativo Roblox criaram vários jogos no sistema que foram baseados em um ou mais dos desafios do Squid Game. Os vendedores coreanos de dalgona, o doce favo de mel apresentado no segundo jogo, verificaram um aumento significativo nas vendas após o lançamento do programa.

### Brasil
A Câmara de Vereadores de Içara, no estado de Santa Catarina, apresentou um requerimento à Netflix pedindo a retirada da série sul-coreana Squid Game do catálogo do streaming. A justificativa dos parlamentares é de que a violência mostrada no seriado causa "impacto negativo nas crianças e adolescentes em idade escolar". O autor do requerimento é o vereador Edson Freitas, do MDB. "O conteúdo da série contém violência explícita, tortura psicológica, suicídio, tráfico de órgãos e cenas de sexo, utiliza-se de brincadeiras simples de crianças (…) para assassinar a 'sangue frio' as pessoas que não atingem o objetivo final", diz o texto. Segundo o vereador, o conteúdo da série preocupa a saúde mental das crianças, já que "mistura brincadeira de crianças com crimes bárbaros". A câmara municipal confirma o envio do documento, mas não informa se houve resposta por parte da Netflix.

## Indicações
| Ano  | Prêmio(s)               | Categoria                                | Nomeações                                                      | Resultado | Ref.   |
| ---- | ----------------------- | ---------------------------------------- | -------------------------------------------------------------- | --------- | ------ |
| 2021 | Gotham Awards           | Série Revelação                          | Squid Game Kim Ji-yeon, Hwang Dong-hyuk, produtores executivos | Pendente  | [ 51 ] |
| 2021 | Gotham Awards           | Desempenho excepcional em uma nova série | Lee Jung-jae como Seong Gi-hun                                 | Pendente  | [ 51 ] |
| 2021 | Prémios People's Choice | Show do ano digno de nota                | Squid Game                                                     | Pendente  | [ 52 ] |
| 2021 | Rose d'Or               | Drama                                    | Squid Game                                                     | Pendente  | [ 53 ] |